# Hemigrammus gracilis
Hemigrammus gracilis is een straalvinnige vissensoort uit de familie van de Characidae. De wetenschappelijke naam van de soort werd als Tetragonopterus gracilis in 1875 gepubliceerd door Christian Frederik Lütken.